# النادرة (السياني)

تعديل مصدري - تعديل

النادرة محلة تابعة لقرية العموقين، التابعة لعزلة الهادس بمديرية السياني إحدى مديريات محافظة إب في الجمهورية اليمنية.، بلغ تعداد سكانها 245 حسب تعداد اليمن لعام 2004.